# Onești
Onești (/onešť/, maďarsky Ónfalva) je město v Rumunsku. Nachází se v župě Bacău na historickém území Moldávie a protéká jím řeka Trotuș. Žije v něm přibližně 34 tisíc obyvatel.
Město bylo založeno v roce 1458. Bylo nevýznamnou vesnicí až do padesátých let 20. století, kdy ve čtvrti Borzești vyrostla velká petrochemická továrna. V roce 1965 bylo Onești přejmenováno na Gheorghe Gheorghiu-Dej podle zesnulého generálního tajemníka Komunistické strany Rumunska. V roce 1990 mu byl vrácen původní název. Městem prochází evropská silnice E574. Nachází se v něm pravoslavný chrám Adormirea Macii Domnului z 15. století.
V roce 1961 se v Onești narodila gymnastka Nadia Comaneciová.